# 13. etape af Vuelta a España 2021
13. etape af Vuelta a España 2021 er en 197,2 km lang flad etape, som køres den 27. august 2021 med start i Belmez og mål i Villanueva de la Serena.

## Resultater

### Etaperesultat
| \| Etaperesultat \| Etaperesultat \| Etaperesultat \| Etaperesultat \| Etaperesultat \| \| Rytter \| Rytter \| Hold \| Tid \| \| \| ------------- \| ------------------ \| ---------------------- \| ------------- \| ------------- \| \| 1. \| Florian Sénéchal \| Deceuninck-Quick Step \| 4t 58' 23" \| \| \| 2. \| Matteo Trentin \| UAE Team Emirates \| + 0" \| \| \| 3. \| Alberto Dainese \| Team DSM \| + 2" \| \| \| 4. \| Luka Mezgec \| BikeExchange \| + 3" \| \| \| 5. \| Stan Dewulf \| AG2R Citroën Team \| + 3" \| \| \| 6. \| Piet Allegaert \| Cofidis \| + 3" \| \| \| 7. \| Itamar Einhorn \| Israel Start-Up Nation \| + 3" \| \| \| 8. \| Antonio Jesús Soto \| Euskaltel-Euskadi \| + 3" \| \| \| 9. \| Rui Oliveira \| UAE Team Emirates \| + 3" \| \| \| 10. \| Egan Bernal \| Ineos Grenadiers \| + 6" \| \| |                    |                        |            |
| |                    |                        |            |
| Kilde: ProCyclingStats |                    |                        |            |
| Etaperesultat |                    |                        |            |
| Rytter | Rytter             | Hold                   | Tid        |
| 1. | Florian Sénéchal   | Deceuninck-Quick Step  | 4t 58' 23" |
| 2. | Matteo Trentin     | UAE Team Emirates      | + 0"       |
| 3. | Alberto Dainese    | Team DSM               | + 2"       |
| 4. | Luka Mezgec        | BikeExchange           | + 3"       |
| 5. | Stan Dewulf        | AG2R Citroën Team      | + 3"       |
| 6. | Piet Allegaert     | Cofidis                | + 3"       |
| 7. | Itamar Einhorn     | Israel Start-Up Nation | + 3"       |
| 8. | Antonio Jesús Soto | Euskaltel-Euskadi      | + 3"       |
| 9. | Rui Oliveira       | UAE Team Emirates      | + 3"       |
| 10. | Egan Bernal        | Ineos Grenadiers       | + 6"       |

### Klassement efter etapen
| \| Samlede stilling \| Samlede stilling \| Samlede stilling \| Samlede stilling \| Samlede stilling \| \| Rytter \| Rytter \| Hold \| Tid \| \| \| ---------------- \| -------------------- \| ---------------------------------- \| ---------------- \| ---------------- \| \| 1. \| Odd Christian Eiking \| Intermarché-Wanty-Gobert Matériaux \| 50t 31' 52" \| \| \| 2. \| Guillaume Martin \| Cofidis \| + 58" \| \| \| 3. \| Primož Roglič \| Jumbo-Visma \| + 1' 56" \| \| \| 4. \| Enric Mas \| Movistar Team \| + 2' 31" \| \| \| 5. \| Miguel Ángel López \| Movistar Team \| + 3' 28" \| \| \| 6. \| Jack Haig \| Bahrain Victorious \| + 3' 55" \| \| \| 7. \| Egan Bernal \| Ineos Grenadiers \| + 4' 41" \| \| \| 8. \| Adam Yates \| Ineos Grenadiers \| + 4' 57" \| \| \| 9. \| Sepp Kuss \| Jumbo-Visma \| + 5' 03" \| \| \| 10. \| Felix Großschartner \| Bora-Hansgrohe \| + 5' 38" \| \| |                      |                                    |             |
| |                      |                                    |             |
| Kilde: ProCyclingStats |                      |                                    |             |
| Samlede stilling |                      |                                    |             |
| Rytter | Rytter               | Hold                               | Tid         |
| 1. | Odd Christian Eiking | Intermarché-Wanty-Gobert Matériaux | 50t 31' 52" |
| 2. | Guillaume Martin     | Cofidis                            | + 58"       |
| 3. | Primož Roglič        | Jumbo-Visma                        | + 1' 56"    |
| 4. | Enric Mas            | Movistar Team                      | + 2' 31"    |
| 5. | Miguel Ángel López   | Movistar Team                      | + 3' 28"    |
| 6. | Jack Haig            | Bahrain Victorious                 | + 3' 55"    |
| 7. | Egan Bernal          | Ineos Grenadiers                   | + 4' 41"    |
| 8. | Adam Yates           | Ineos Grenadiers                   | + 4' 57"    |
| 9. | Sepp Kuss            | Jumbo-Visma                        | + 5' 03"    |
| 10. | Felix Großschartner  | Bora-Hansgrohe                     | + 5' 38"    |

| Pointkonkurrence | Pointkonkurrence | Pointkonkurrence      | Pointkonkurrence | Pointkonkurrence |
| Rytter           | Rytter           | Hold                  | Point            |                  |
| ---------------- | ---------------- | --------------------- | ---------------- | ---------------- |
| 1.               | Fabio Jakobsen   | Deceuninck-Quick Step | 200 point        |                  |
| 2.               | Magnus Cort      | EF Education-Nippo    | 114 point        |                  |
| 3.               | Primož Roglič    | Jumbo-Visma           | 106 point        |                  |
| 4.               | Matteo Trentin   | UAE Team Emirates     | 103 point        |                  |
| 5.               | Alberto Dainese  | Team DSM              | 93 point         |                  |
| 6.               | Michael Matthews | BikeExchange          | 92 point         |                  |
| 7.               | Arnaud Démare    | Groupama-FDJ          | 74 point         |                  |
| 8.               | Enric Mas        | Movistar Team         | 69 point         |                  |
| 9.               | Andrea Bagioli   | Deceuninck-Quick Step | 69 point         |                  |
| 10.              | Lilian Calmejane | AG2R Citroën Team     | 59 point         |                  |

| Pointkonkurrence | Pointkonkurrence | Pointkonkurrence      | Pointkonkurrence | Pointkonkurrence |
| Rytter           | Rytter           | Hold                  | Point            |                  |
| ---------------- | ---------------- | --------------------- | ---------------- | ---------------- |
| 1.               | Fabio Jakobsen   | Deceuninck-Quick Step | 200 point        |                  |
| 2.               | Magnus Cort      | EF Education-Nippo    | 114 point        |                  |
| 3.               | Primož Roglič    | Jumbo-Visma           | 106 point        |                  |
| 4.               | Matteo Trentin   | UAE Team Emirates     | 103 point        |                  |
| 5.               | Alberto Dainese  | Team DSM              | 93 point         |                  |
| 6.               | Michael Matthews | BikeExchange          | 92 point         |                  |
| 7.               | Arnaud Démare    | Groupama-FDJ          | 74 point         |                  |
| 8.               | Enric Mas        | Movistar Team         | 69 point         |                  |
| 9.               | Andrea Bagioli   | Deceuninck-Quick Step | 69 point         |                  |
| 10.              | Lilian Calmejane | AG2R Citroën Team     | 59 point         |                  |

| Bjergkonkurrence | Bjergkonkurrence | Bjergkonkurrence                   | Bjergkonkurrence | Bjergkonkurrence |
| Rytter           | Rytter           | Hold                               | Point            |                  |
| ---------------- | ---------------- | ---------------------------------- | ---------------- | ---------------- |
| 1.               | Damiano Caruso   | Bahrain Victorious                 | 31 point         |                  |
| 2.               | Romain Bardet    | Team DSM                           | 27 point         |                  |
| 3.               | Michael Storer   | Team DSM                           | 17 point         |                  |
| 4.               | Pavel Sivakov    | Ineos Grenadiers                   | 16 point         |                  |
| 5.               | Jack Haig        | Bahrain Victorious                 | 15 point         |                  |
| 6.               | Primož Roglič    | Jumbo-Visma                        | 12 point         |                  |
| 7.               | Kenny Elissonde  | Trek-Segafredo                     | 11 point         |                  |
| 8.               | Rein Taaramäe    | Intermarché-Wanty-Gobert Matériaux | 10 point         |                  |
| 9.               | Sepp Kuss        | Jumbo-Visma                        | 9 point          |                  |
| 10.              | Magnus Cort      | EF Education-Nippo                 | 8 point          |                  |

| Bjergkonkurrence | Bjergkonkurrence | Bjergkonkurrence                   | Bjergkonkurrence | Bjergkonkurrence |
| Rytter           | Rytter           | Hold                               | Point            |                  |
| ---------------- | ---------------- | ---------------------------------- | ---------------- | ---------------- |
| 1.               | Damiano Caruso   | Bahrain Victorious                 | 31 point         |                  |
| 2.               | Romain Bardet    | Team DSM                           | 27 point         |                  |
| 3.               | Michael Storer   | Team DSM                           | 17 point         |                  |
| 4.               | Pavel Sivakov    | Ineos Grenadiers                   | 16 point         |                  |
| 5.               | Jack Haig        | Bahrain Victorious                 | 15 point         |                  |
| 6.               | Primož Roglič    | Jumbo-Visma                        | 12 point         |                  |
| 7.               | Kenny Elissonde  | Trek-Segafredo                     | 11 point         |                  |
| 8.               | Rein Taaramäe    | Intermarché-Wanty-Gobert Matériaux | 10 point         |                  |
| 9.               | Sepp Kuss        | Jumbo-Visma                        | 9 point          |                  |
| 10.              | Magnus Cort      | EF Education-Nippo                 | 8 point          |                  |

| Ungdomskonkurrence | Ungdomskonkurrence       | Ungdomskonkurrence     | Ungdomskonkurrence | Ungdomskonkurrence |
| Rytter             | Rytter                   | Hold                   | Tid                |                    |
| ------------------ | ------------------------ | ---------------------- | ------------------ | ------------------ |
| 1.                 | Egan Bernal              | Ineos Grenadiers       | 50t 36' 33"        |                    |
| 2.                 | Aleksandr Vlasov         | Astana-Premier Tech    | + 1' 27"           |                    |
| 3.                 | Gino Mäder               | Bahrain Victorious     | + 2' 13"           |                    |
| 4.                 | Juan Pedro López         | Trek-Segafredo         | + 5' 22"           |                    |
| 5.                 | Rémy Rochas              | Cofidis                | + 17' 17"          |                    |
| 6.                 | Steff Cras               | Lotto-Soudal           | + 32' 57"          |                    |
| 7.                 | Clément Champoussin      | AG2R Citroën Team      | + 40' 58"          |                    |
| 8.                 | Jefferson Alveiro Cepeda | Caja Rural-Seguros RGA | + 43' 41"          |                    |
| 9.                 | Gotzon Martín            | Euskaltel-Euskadi      | + 55' 40"          |                    |
| 10.                | Michael Storer           | Team DSM               | + 55' 42"          |                    |

| Ungdomskonkurrence | Ungdomskonkurrence       | Ungdomskonkurrence     | Ungdomskonkurrence | Ungdomskonkurrence |
| Rytter             | Rytter                   | Hold                   | Tid                |                    |
| ------------------ | ------------------------ | ---------------------- | ------------------ | ------------------ |
| 1.                 | Egan Bernal              | Ineos Grenadiers       | 50t 36' 33"        |                    |
| 2.                 | Aleksandr Vlasov         | Astana-Premier Tech    | + 1' 27"           |                    |
| 3.                 | Gino Mäder               | Bahrain Victorious     | + 2' 13"           |                    |
| 4.                 | Juan Pedro López         | Trek-Segafredo         | + 5' 22"           |                    |
| 5.                 | Rémy Rochas              | Cofidis                | + 17' 17"          |                    |
| 6.                 | Steff Cras               | Lotto-Soudal           | + 32' 57"          |                    |
| 7.                 | Clément Champoussin      | AG2R Citroën Team      | + 40' 58"          |                    |
| 8.                 | Jefferson Alveiro Cepeda | Caja Rural-Seguros RGA | + 43' 41"          |                    |
| 9.                 | Gotzon Martín            | Euskaltel-Euskadi      | + 55' 40"          |                    |
| 10.                | Michael Storer           | Team DSM               | + 55' 42"          |                    |

| Holdkonkurrence | Holdkonkurrence                    | Holdkonkurrence | Holdkonkurrence |
| Hold            | Hold                               | Tid             |                 |
| --------------- | ---------------------------------- | --------------- | --------------- |
| 1.              | Ineos Grenadiers                   | 151t 44' 11"    |                 |
| 2.              | UAE Team Emirates                  | + 1' 54"        |                 |
| 3.              | Movistar Team                      | + 4' 17"        |                 |
| 4.              | Bahrain Victorious                 | + 5' 47"        |                 |
| 5.              | Jumbo-Visma                        | + 9' 42"        |                 |
| 6.              | Trek-Segafredo                     | + 21' 06"       |                 |
| 7.              | Intermarché-Wanty-Gobert Matériaux | + 30' 44"       |                 |
| 8.              | Astana-Premier Tech                | + 36' 10"       |                 |
| 9.              | AG2R Citroën Team                  | + 55' 57"       |                 |
| 10.             | Cofidis                            | + 57' 18"       |                 |

| Holdkonkurrence | Holdkonkurrence                    | Holdkonkurrence | Holdkonkurrence |
| Hold            | Hold                               | Tid             |                 |
| --------------- | ---------------------------------- | --------------- | --------------- |
| 1.              | Ineos Grenadiers                   | 151t 44' 11"    |                 |
| 2.              | UAE Team Emirates                  | + 1' 54"        |                 |
| 3.              | Movistar Team                      | + 4' 17"        |                 |
| 4.              | Bahrain Victorious                 | + 5' 47"        |                 |
| 5.              | Jumbo-Visma                        | + 9' 42"        |                 |
| 6.              | Trek-Segafredo                     | + 21' 06"       |                 |
| 7.              | Intermarché-Wanty-Gobert Matériaux | + 30' 44"       |                 |
| 8.              | Astana-Premier Tech                | + 36' 10"       |                 |
| 9.              | AG2R Citroën Team                  | + 55' 57"       |                 |
| 10.             | Cofidis                            | + 57' 18"       |                 |